# Cedar Springs (Georgia)
Cedar Springs es un lugar designado por el censo ubicado en el condado de Early en el estado estadounidense de Georgia. En el año 2010 tenía una población de 74 habitantes.

## Geografía
Cedar Springs se encuentra ubicado en las coordenadas 31°10′58″N 85°2′18″O / 31.18278, -85.03833.